# Boiska-Kolonia (województwo lubelskie)
Boiska-Kolonia – kolonia w Polsce położona w województwie lubelskim, w powiecie opolskim, w gminie Józefów nad Wisłą.
W latach 1975–1998 miejscowość administracyjnie należała do ówczesnego województwa lubelskiego.
Znajduje się tu kościół parafialny pw. Zwiastowania Pańskiego z 1614 roku.
Wieś stanowi sołectwo w gminie Józefów nad Wisłą. Według Narodowego Spisu Powszechnego z roku 2011 wieś liczyła 216 mieszkańców.

## Historia wsi
Boiska dziś Stare Boiska i Boiska-Kolonia. Wieś Boiska powstała z początkiem XV wieku, notowana w roku 1419, wymienią ją Długosz L.B. t.II s.556. Nazwa latynizowana i spolszczana na przemian począwszy roku 1676 przyjęła obecnie brzmiącą formę Boiska, pod taką nazwą wymienią ją nota Słownika geograficznego Królestwa Polskiego z roku 1880.
Od XVI w. do końca XIX w. Boiska wchodziły w skład klucza grabowieckiego, którego właścicielami byli Sienieńscy, Myszkowscy, Moszyńscy, Dembiński i Herniczkowie.
Boiska-Kolonia powstały na gruntach historycznie należących do Boisk. Nazwa odnotowana jest dopiero w roku 1967 obok Starych Boisk.